# 真珠夫人
真珠夫人，是日本作家菊池寬的長篇小說，在大正九年（1920年）6月9日到12月28日這段期間，於「大阪每日新聞」與「東京日日新聞」這兩份報紙上連載，是一部很典型的通俗小說。後來多次翻拍電影、電視劇，尤其是在2002年時由東海電視台改編為午間連續劇時，收視率高，一時成為話題之作。

## 故事
時間是大正年間，故事描述唐澤男爵的女兒琉璃子，原本和杉野子爵的兒子直也是男女朋友，卻因故得罪暴發戶莊田勝平，使莊田用惡劣手段逼娶琉璃子。為了保護父親而不得不嫁的琉璃子，卻發誓終身要守住處女之身，因此婚後始終不讓丈夫接近。莊田有一個弱智兒子種彥與一女美奈子，其中種彥與琉璃子感情甚篤，莊田因此始終不能親近琉璃子。
為了得到琉璃子，莊田將種彥安置到療養院，再帶琉璃子到別墅。怎知種彥竟然逃跑，在千鈞一髮之際竟將父親殺害，琉璃子這才保住貞操，但卻成為寡婦，繼承了莊田的財產。從此，琉璃子漸漸成為一個妖婦，變為社交界的名人，周旋在許多追求她的男士身邊，雖然和他們沒有肉體上的關係，卻也極盡所能玩弄他們的感情，有人甚至因為她而喪命。最後，有個始終無法得到琉璃子感情的青年終於因她而瘋狂，持刀將她殺害，結束她短暫的一生。

## 改編
2002年的電視版由東海電視台製播，由於放在午間檔，觀眾群是家庭主婦，主要製作也就朝愛憎劇的方向進行。本劇不但把故事時代由原本的大正年間拉到昭和中期，也增加不少原作沒有的角色，改編了原作的劇情，主軸圍繞著琉璃子與直也的苦戀。中期甚至演到直也娶妻登美子，而登美子在得知直也並不愛她後，私下化名莉莉跑去琉璃子繼承莊田勝平所得來的妓女院「振鈴館」為娼，以此來折磨琉璃子與直也。直到後來，登美子羞愧自盡，直也則因曾與振鈴館妓女夕子有一夜情而生下一子優，而優由琉璃子一手帶大。始終守著處女之身的琉璃子因操勞過度得到胃癌，來日無多，於是藉著這個機會，杉野家二老才同意讓直也與琉璃子結婚，而琉璃子和直也之間漫長的純愛物語也在隆重的婚禮畫下句點。
全劇不演琉璃子之死，算是半個喜劇收場。後來順勢又剪輯了全劇精華，加上部份新拍場景，推出了兩小時的特別篇「真珠夫人　完結版」。本劇的收視率在中午而言可以說是非常好，因此破格的出了全劇的DVD，這是一般午間連續劇都不曾見到的情況。此外，「真珠夫人」四個字，也入選了2002年的流行語。菊池寬的原作也因此重新出版發行，甚至由佐知美梨穗繪製了真珠夫人的漫畫。

### 漫畫
- 《真珠夫人》、全3冊、佐知美梨穗畫

### 電影
- 1920年電影「真珠夫人」
- 1927年電影「真珠夫人」
  - 導演：池田義信
  - 編劇：村上德三郎
  - 唐澤琉璃子：栗島澄子
  - 莊田勝平：藤野秀夫
  - 杉野直也：鈴木傳明
  - 其他：武田春郎、奈良真養、島田嘉七、岡田宗太郎、三田英兒、佐佐木清野、田中絹代
- 1933年電影「真珠夫人」
  - 導演：畑本秋一
  - 編劇：小林正
  - 唐澤琉璃子：
  - 莊田勝平：山本嘉一
  - 杉野直也：杉山昌三九
  - 其他：山田五十鈴、杉狂兒
- 1950年電影「真珠夫人　處女之卷」、「真珠夫人　人妻之卷」
  - 導演、編劇：山本嘉次郎
  - 唐澤琉璃子：高峰三枝子
  - 杉野直也：池部良
  - 莊田勝平：小杉勇
  - 莊田美奈子：星美千子
  - 莊田勝彥：潮萬太郎
  - 唐澤光德：荒木忍
  - 杉野子爵：清水將夫
  - 青木淳、青木稔：春日俊二
  - 渥美信一郎：二本柳寬
  - 阿谷：浦邊粂子

### 電視劇

#### 1974年版
- 劇本：蘆澤俊郎
- 唐澤琉璃子：光本幸子
- 杉野直也：久富惟晴
- 莊田勝平：金子信雄

#### 2002年版
- 劇本：中島丈博
- 唐澤琉璃子：橫山惠
- 杉野直也：葛山信吾
- 杉野登美子：森下涼子
- 莊田勝平：大和田伸也
- 莊田種彥：松尾敏伸
- 莊田美奈子：增田未亞
- 山田村枝：奈美悅子
- 唐澤德光：濱田晃
- 杉野直輔：河原佐武
- 根岸濱子：內田明里
- 藏田菊：增子倭文江
- 唐澤光一：宮內敦士
- 夕子：日高真弓
- 莊田優：佐藤雄
- 宮畑：明高達男
- 瀨川玲子：宮本裕子
- 賴子：川島朋子
- 梶岡初美：平岩朋美

## 外部連結
- 『真珠夫人』：新字旧仮名 - 青空文庫（日語）